# Escuela de Medicina Lewis Katz
La Escuela de Medicina Lewis Katz es la facultad de medicina de la Universidad del Temple, ubicada en su Campus de Ciencias de la Salud, en Filadelfia. Es una de las 9 facultades de medicina de Pensilvania. Confiere el grado de Doctor en Medicina (MD). U.S. News & World Report califica la escuela como la 56a entre los programas de la nación en investigación, lo que la coloca como tercera de Filadelfia, en Pensilvania.